# Козяк (Силистренская область)
Козяк (болг. Козяк) — село в Болгарии. Находится в Силистренской области, входит в общину Дулово. Население составляет 353 человека.

## Политическая ситуация
В местном кметстве Козяк, в состав которого входит Козяк, должность кмета (старосты) исполняет Иван Костов Митев (Болгарское движение «За национальные идеалы и единство») по результатам выборов правления кметства.
Кмет (мэр) общины Дулово — Митхат Мехмед Табаков (Движение за права и свободы (ДПС)) по результатам выборов в правление общины.